# CONAS
CONAS（COmbined Nuclear And Steam 、コンバインド・ニュークリアー・アンド・スティーム）とは、原子力推進と蒸気タービンを組み合わせた複合推進方式のこと。

## 概要
実例として、ソビエト海軍で建造されたキーロフ級ミサイル巡洋艦の推進機関が挙げられる。これは、初期の原子力潜水艦用原子炉の信頼性が低かったことを受け、重油焚きボイラーであるKVG-2型が2機予備動力として備えられたものであった。
当時世界に類を見ないものであり、西側諸国では長い間「原子炉が供給する蒸気をボイラーで追い焚きして改質する"スーパーヒート"推進システム」であると信じられていたが、実際には、初期の原子力潜水艦の原子炉の信頼性の低さに苦しめられた経験を持つ海軍総司令官セルゲイ・ゴルシコフ元帥の特命により、重油焚きボイラーによる予備動力が確保されたものであった。

## 採用例
- ソビエト連邦海軍/ ロシア海軍
  - キーロフ級ミサイル巡洋艦